# Доха (одежда)
Поверх шинели накинута огромная баранья доха с широчайшим воротником… Доха длинная, до самых пят, в ней тепло даже в лютую вьюгу.
Доха́ (даха́, яга́, ярга́к) — зимняя верхняя мужская и женская меховая одежда, длинная и просторная разновидность шубы. Бытовала в XVIII—XX веках в Приуралье, Нижнем Поволжье, Сибири и Алтае, широко использовалась уральскими казаками. В Европейской России доха получила распространение на рубеже XIX—XX веков и использовалась наряду с тулупом для длинных поездок на санях.
Согласно этимологическому словарю Фасмера, слово «доха» или «даха» пришло в русский язык из калмыцкого, где оно означает «шуба мехом наружу». Существует также версия о том, что слово «доха» было позаимствовано русскими у казахов, кочевавших по Нижнему Поволжью и Южному Уралу: «даха-яргак» — название халатов из шкурок двух-трёхмесячных жеребят, а «даха» — одежда из шкур взрослых лошадей. Вариант «яга» предположительно имеет монгольское происхождение.
Дохи изготавливали из осенних шкур оленей, маралов, диких коз, собак и волков, особенно тёплыми считались собачьи. В Сибири и на Дальнем Востоке дохи были обычной зимней одеждой, предпочтительно из волчьих шкур и сверху и изнутри. Обычно дохи шили мехом наружу длинными, до самых пят, с широкой прямой или расширенной книзу спинкой, с прямыми, запахивавшимися справа налево полами, широкими рукавами и большим отложным воротником, который поднятым мог закрыть всю голову. Доху подвязывали кушаком «в два обмота», его концы подтыкали у бёдер, воротник подвязывали у горла шарфом или платком. По мере возрастания роли сибирских капиталов и не без влияния американских золотоискателей, практично перенимавших бытовые привычки коренного населения, на улицах Москвы и Петербурга стали появляться крепкие бородатые сибиряки в необычной для столиц одежде. В 1880—1890-е годы доха вошла в обиход в европейской части страны, их накидывали в дорогу поверх верхней одежды не застёгивая. Вскоре дохи вошли в моду, их шили из телячьих или жеребячьих шкур на меховой или ватной подкладке, затем распространились дохи из бараньих шкур.